# Ngọc Liệp
Ngọc Liệp là một xã thuộc huyện Quốc Oai, thành phố Hà Nội, Việt Nam.
Xã có diện tích 6,41 km², dân số năm 1999 là 6.575 người, mật độ dân số đạt 1.026 người/km².